# ヘイローシリーズの年表
ヘイローシリーズの年表（ヘイローシリーズのねんぴょう）では、マイクロソフトのファーストパーソン・シューティングであるHALOシリーズにおける架空の出来事を年表形式に掲載する。この世界の出来事は現実の時間軸に沿って展開する設定になっており、以下の年代表記は西暦である。

## 年表

### 紀元前
約20万年前
- フォアランナーの時代が始まる[1]

約15万年前
- フラッドが存在していた。

約10万年前
- フォアランナーが存在していた[2]。

紀元前700年ごろ
- 母星・ハイチャリティが新星爆発によって消滅する。

### 2100年代
- 地球統一政府樹立、この過程で"地球軍 UNSC"が大幅強化される。

### 2200年代
- ショウ・フジカワ超光速エンジンを搭載した恒星間を移動できる宇宙船の開発に着手する。

### 2300年代
2291年
- スリップスペース航法が実現、太陽系外の探索を開始する[3]。

### 2400年代
- 植民地の数が800を超える。

2490年
- 地球統一政府と植民惑星入植者が最初の武力衝突を勃発する[4]。

### 2500年代
2510年
- 8月22日、バック・エドワード生まれる。(3ODST及び5の主人公部隊隊員)

2511年
- ジョン（のちのマスターチーフ）が植民惑星エリダヌスII、エリュシオン市に生まれる[5]。

2517年
- 8月17日、ジョンがSPARTAN-II プロジェクトの一人として選ばれる[4][6]。

2524年
- 9月3日、貨物船「ホーン オブ プレンティ」がジャッカル族の操る戦艦に襲撃される[7]。
- 12月6日、コージョ・アグ生まれる。

2525年
- 2月11日、人類がコヴナントと平和的な接触を図るが失敗、戦争が勃発する[6]。
- 11月27日、ジョンが初の実戦任務を経験。その後コヴナントの襲撃に会う[8]。

2530年
- 10月20日、マイケル・"ミッキー"・クレスポ　生まれる。

2531年
- コヴナントが人類の植民惑星のほとんどを滅亡させる。
- 2月4日、地球統一政府がコヴナントから惑星ハーベストを5年の歳月を経て奪還、同日輸送艦「スピリット オブ ファイア」がハーベストの軌道付近に到着(HALO WARS)[6]。
- 2月10日、「スピリット オブ ファイア」出航、その後公式記録では[MIA]行方不明になる。
- 11月7日、SPARTAN-III　プロジェクト開始[9]。

2552年
- 7月17日、コートダジュールの戦い勃発[9]。
- 同日、惑星リーチがゴヴナントに襲撃される。(HALO REACH)
- 8月30日、惑星リーチ陥落する。(マスターチーフ乗艦の戦艦オータムはノーブルチームの犠牲によりからくも惑星リーチを離脱)
- 9月7日、ハルゼイ博士と SPARTAN-II チームが奇妙な放射線を放ち時空を歪める力を持つクリスタルを発見。
- 9月13日、SPARTAN-II チームが、コヴナントの宇宙司令ステーション「アンイールド ヒエロファント」に潜入する。
- 9月19日、 UNSC 艦「オータム」がHaloを発見する[10]。
- 10月20日、地球防衛作戦開始。(HALO2)同日、ODST の精鋭部隊が投入される(HALO3 ODST)[9]。
- 10月31日、オニキスの戦い勃発。
- 11月3日、SPARTAN-II と SPARTAN-III の混成部隊が2発の核弾頭を起爆人工惑星オニキスを破壊する。
- 11月17日、マスターチーフとアービター、Halo アレイ起動阻止作戦を決行[6]。

2553年
- 3月3日、人類とゴヴナントの戦争が終結する(Halo3)[9]。

2557年
- ダイダグト復活(Halo4)[1]。

2559年
- 2531年MIAとされたUNSC スピリットオブファイア 及び乗員が28年ぶりにコールドスリープより目覚める(HALO WARS2)

2560年
- コルタナがドメイン化(Halo5)[1]。